# 北京市第三中级人民法院
40°01′24″N 116°25′17″E / 40.0233326°N 116.4212794°E
北京市第三中级人民法院是中华人民共和国北京市的一所中级人民法院，办公地址位于北京市朝阳区广顺北大街32号。

## 沿革
2011年6月，中共北京市委常委会审议通过设立北京市第三中级人民法院和北京市人民检察院第三分院的报告，经报最高人民法院、最高人民检察院同意，2012年7月中央机构编制委员会办公室批准设立北京市第三中级人民法院和北京市人民检察院第三分院。
2013年8月6日，北京市第三中级人民法院和北京市人民检察院第三分院成立大会暨新闻发布会举行，最高人民检察院党组副书记、常务副检察长胡泽君，最高人民法院党组成员、副院长江必新出席了此次会议。中共北京市委常委、政法委书记赵凤桐出席会议并讲话，北京市副市长张延昆在会上宣布中央机构编制委员会办公室《关于设立北京市第三中级人民法院、北京市人民检察院第三分院的批复》。8月6日挂牌成立后，8月21日起正式履行法定职责。成立时，北京市第三中级人民法院内设机构27个，政法专项编制人员550人。
由于总建筑面积仅有3.2万余平米的来广营西路81号院旧院址不敷应用，北京市第三中级人民法院于2020年6月12日开始整体搬迁，同年6月28日正式启用位于望京广顺北大街32号的新审判大楼。来广营西路81号院同年9月成为中国艺术研究院新址。

## 管辖
本法院的辖区包括北京市朝阳区、通州区、顺义区、怀柔区、平谷区、密云区等六个区。
本法院成立后，商标确权类第一审知识产权行政案件、涉及住所地在西城区的国家部委的第一审行政案件，仍由北京市第一中级人民法院审理；刑事减刑、假释案件仍按照原北京市第一中级人民法院、北京市第二中级人民法院管辖范围审理（原来北京市第一中级人民法院管辖西城区、海淀区、石景山区、门头沟区、房山区、昌平区、大兴区、延庆县；北京市第二中级人民法院管辖东城区、朝阳区、丰台区、顺义区、通州区、平谷区、怀柔区、密云县）。

## 机构设置
- 审判委员会

### 内设机构
- 立案庭
- 刑事审判第一庭
- 刑事审判第二庭
- 未成年人案件综合审判庭
- 民事审判第一庭
- 民事审判第二庭
- 民事审判第三庭
- 民事审判第四庭
- 民事审判第六庭
- 行政审判庭
- 审判监督庭
- 申诉审查庭
- 执行局
- 政治部
- 办公室
- 研究室
- 审判管理办公室
- 诉讼服务办公室
- 监察室
- 法警支队[6]

## 历任领导
| 院长 1. 索宏钢（(2018年3月1日—2019年3月29日） 2. 安凤德（2019年3月29日—2023年2月28日） 3. 张朝霞（2023年2月28日—2024年9月27日） 4. 薛春江（2024年9月27日—） | 党组书记 1. 索宏钢（(2018年3月1日—2019年3月29日） 2. 安凤德（2019年3月29日—2023年2月28日） 3. 张朝霞（2023年2月28日—2024年9月27日） 4. 薛春江（2024年9月27日—） |

## 知名案例
- 原全国政协财政经济委员会副主任杨刚受贿案
- 陈喆（琼瑶）与余征（于正）等侵害著作权纠纷案
- 内蒙古蒙牛乳业（集团）股份有限公司诉天津市特仑苏乳制品销售有限公司、郭玉红侵害商标权及不正当竞争案
- 原辽宁省人民政府副省长刘强受贿、破坏选举案
- 孙文斌故意杀害医生案

## 对应基层人民法院
- 北京市朝阳区人民法院
- 北京市通州区人民法院
- 北京市顺义区人民法院
- 北京市怀柔区人民法院
- 北京市平谷区人民法院
- 北京市密云区人民法院[2]